# Кутоли-Кортикијато
Кутоли-Кортикијато (фр. Cuttoli-Corticchiato) је насељено место у Француској у региону Корзика, у департману Јужна Корзика.
По подацима из 2011. године у општини је живело 1928 становника, а густина насељености је износила 63,48 становника/km².

## Демографија
| 1962. | 1968. | 1975. | 1982. | 1990. | 2011. |
| ----- | ----- | ----- | ----- | ----- | ----- |
| 515   | 544   | 465   | 643   | 1.085 | 1.928 |